# James Pound
James Pound (1669 – 1724) è stato un astronomo inglese.
Era figlio di John Pound, di Bishops Cannings, nel Wiltshire, dove era nato. Si iscrisse alla St. Mary Hall, Oxford, il 16 marzo 1687 e si laureò a Hart Hall il 27 febbraio 1694 ottenendo poi un master a Gloucester Hall nello stesso anno; conseguì inoltre un diploma medico, con un grado di MB, il 21 ottobre 1697.
Dopo aver preso gli ordini, entrò al servizio della Compagnia delle Indie Orientali con la quale ebbe alcune disavventure. In una di queste riuscì a salvarsi fuggendo a Malacca.
Un anno dopo il suo ritorno in Inghilterra, nel luglio 1707, Pound fu presentato da Sir Richard Child alla canonica di Wanstead in Essex; e l'influenza del cancelliere Lord Parker gli assicurò, nel gennaio 1720, dopo la morte di John Flamsteed, di insediarsi a Burstow nel Surrey . Fu eletto membro della Royal Society il 30 novembre 1699, ma la sua ammissione fu differita fino al 30 luglio 1713.
Il 14 luglio 1715 Pound osservò un'occultazione di una stella da parte di Giove, il 30 ottobre un'eclissi di luna e fece, nel 1716 e 1717, varie osservazioni planetarie tutte con un telescopio di quindici piedi.
Le osservazioni di Pound con il telescopio di Huygens, sui cinque satelliti noti di Saturno permisero a Halley di correggere i loro movimenti; e Newton impiegò, nella terza edizione dei Principia, le sue misure micrometriche del disco di Giove, del disco e dell'anello di Saturno e degli allungamenti dei loro satelliti; e ottenne da lui i dati per la correzione dei luoghi della cometa del 1680 . Anche Laplace usò le osservazioni di Pound sui satelliti di Giove per la determinazione della massa del loro pianeta; e Pound stesso compilò nel 1719 una serie di tabelle per il primo satellite, in cui introdusse un'equazione per la trasmissione della luce.
Pound fu incaricato dalla Royal Society, nel luglio 1723, di testare il telescopio riflettore di John Hadley, e riferì favorevolmente sulle sue prestazioni. Morì a Wanstead il 16 novembre 1724, a 55 anni.